# 連島町連島
連島町連島（つらじまちょうつらじま）は、岡山県倉敷市水島地域の連島東部に位置する大字である。1875年（明治8年）から1877（明治10年）年までは旧浅口郡大江連島村（おおえつらじまそん）だったエリアで、町村制施行時の初代連島村に相当する。
また、当地北部は古くから北面（きたも）と呼ばれ、現在は同じ地名を名乗るが地理的・文化的にも異なる土地柄である。北面周辺は、歴史的・地理的事情を考慮し北面で説明する。

## 概要
連島町連島・連島1〜5丁目からなる（以降、大字の一部に冠せられる連島町の表記は略する）。
狭義の連島にあたり、広義の連島との混同をさけるため、このエリアを連島東小学校の学区内であることから校名の連島東と呼ばれることもあり、他に東連島と呼ばれることもある（略表記として連東、東連とも）。ただし現在は一部が別学区として分離しているため、この表現は当地内の連島東小学区に限って用いられることが多い。
当地は連島山塊東南部とその南の平地からなる。平地部は近世に干拓された新田地帯である。大まかに茂浦（もうら）・大江（おおえ）、江長（えなが）、北面（きたも）の集落があり、茂浦が中心的集落となっている。新田地・丘陵には新興住宅地や大型団地が造成されている。なお、北面に関しては、歴史的経緯から後述の北面の章にて詳細を記述する。
古くは島嶼であった連島は、中世後期頃には東部に連島茂浦村（つらじまもうらそん）と呼ばれていた集落が存在した。戦国時代、天正3年に毛利氏の勢力下となったが、江戸時代になると徳川幕府領となり松山代官小堀新助の管理下となる。この頃より松山など備中内陸部と高梁川水運を使った物資の集散港として栄えるようになる。元和3年、成羽藩主・山崎氏の所領に移管された。寛永16年に成羽藩主が水谷勝隆に変わり、同18年に水谷氏が松山藩へ移ると再び幕府領となり、倉敷支配所に属す。その後、幕末までに松山藩や新見藩など時期により変遷をたどる。
江戸期には連島に赤良村（あからそん、阿賀羅村とも。現在の矢柄）があり、その枝村として茂浦村、江長村、大江村、浅浦村、富崎村、永富村などがあったとされる。正保3年、赤良村の枝村であった連島西部の西之浦村が独立村となり、東部および中部の村を併せて新たに阿賀羅村（あがらそん）に再編されたとするが、その後も時代や記録によるとめまぐるしく変遷している。
万治元年、山崎豊治が成羽藩主となると、阿賀羅村は矢柄村と、大江村は独立村となり、残りは最終的に併せて連島村にまとめられた。矢柄と西之浦は成羽藩領分、大江と連島（茂浦・江長など）2村は幕府領に再編された。
天和2年には、連島・大江の2村が庭瀬藩主・久世氏の所領となり、ついで貞享3年に丹波亀山領分に、さらには元禄10年に新見領分となり明治に至る。なお他に地蔵院領地も相給地として存在した。
また、17世紀後半には当地南側の海域が干拓され、東から江長新田、大江新田、茂浦新田が開発された（その西には亀島新田が干拓されている）。これが現在の連島1〜5丁目となる。
大江村は、正保期の『正保郷帳』には連島西之浦村の飛び地の枝村である幕府領として記され、『備中集成志』には、寛永期の項に幕府領阿我羅村の枝村として記されている。また、延宝2年の『備中国蔵入村々高帳』では、石高は79石余りとしている。同5年に松山藩によって検地が行われ、検地帳（三宅文書）に田6帳町5反余り、畑8町4反余り、小物成としてミカン13本と銀22匁6分が記載されている。さらに『水夫屋敷御除地口書』では、同年頃に裏手御用をつとめる浦組村々とされている。『天保郷帳』では石高152石あまり。
1875年（明治8年）6月28日に、連島・大江2村が合併し大江連島村となるが、1877年（明治10年）5月25日に矢柄村と合併して連島村となる。その後、北面新田村のうち旧矢柄村分を編入するが、1889年（明治22年）6月1日の町村制施行の際に旧矢柄を分村し、自治体としての連島村を発足した。1903年（明治36年）に連島村・西之浦村・亀島村・鶴新田村が合併して新しい連島村（のち連島町）となる。
明治期には詩人・薄田泣菫を生んでいる。現在も生家が残り、観光地として整備されている。
1978年（昭和53年）に、人口の急増に伴い設置された旭丘小学校の学区に相当する。上記連島（連島東）のうち江長と新興住宅地の鶯丘を中心にした地区。他、連島北学区の大浦や、近隣地区である福田（浦田）・西阿知地区・中島・大高（福井）などもわずかであるが学区に含まれる。かつて陸上自衛隊水島駐屯地がおかれたが、昭和32年に廃止されている。
各地より分離した比較的新しい地区であり、大半が連島の大字内である。

## 学区
小学校区
- 倉敷市立連島東小学校 - 連島（北面・江長地区を除く、おおむね南部）、連島1〜5丁目。
- 倉敷市立旭丘小学校 - 連島のうち江長地区、および同鶯丘・大浦地区の各一部。

（倉敷市立連島北小学校 - 連島・矢柄・西之浦の各地のうち北面地区）
中学校区
- 倉敷市立連島中学校 - 連島（江長・北面地区を除く）、連島1〜5丁目の各全域。
- 倉敷市立南中学校 - 連島のうち江長地区、および同鶯丘・大浦地区の各一部。水島地域外の中学校区となる。

（倉敷市立倉敷第一中学校 - 連島・矢柄・西之浦の各地のうち北面地区。水島地域外の中学校区となる）

## 地勢
山岳
- 連島山塊
  - 大平山

河川
- 茂浦川

## 産業
農業
当地は宅地化・市街化による農地の減少が著しいが、江長地区をはじめとする旧東高梁川の廃川地では、同河川廃川以降、その土質を生かしたゴボウの生産が盛んである。
現在もその生産はされており、江長ゴボウあるいは連島ゴボウとしてブランド化し、倉敷市が制定した「倉敷ブランド」にも選定された経緯がある。
- おもな生産物
  - ゴボウ

## 主要施設
北面地区は除く
行政施設
- 水島警察署江長交番 - 連島（江長）

教育・保育施設
- 倉敷市立連島東小学校 - 連島（茂浦）
- 倉敷市立旭丘小学校 - 連島（江長）
- 倉敷市立連島東保育園 - 連島（大江）
- 倉敷市立旭丘幼稚園 - 連島（江長）

郵便局
- 倉敷江長郵便局 - 連島（江長）

医療機関
- 協同病院 - 連島1
- 小川医院 - 連島5

企業事業所
- 菱野産業 - 連島1
- 倉敷大果 - 連島2
- 協生工業 - 連島2
- 三星ベルト - 連島2
- 川上建設 - 連島3
- 日建産業 - 連島3
- 小野塗装 - 連島（大江）
- 丸文自動車 - 連島（大江）
- 岡山県貨物 - 連島（大江）
- マルナガ梱包 - 連島（大江）
- 川上建設 - 連島（大江）
- 萩原工業 - 連島（江長）

商店
- ハローズ 連島店 - 連島2
- オートバックス - 連島3
- Pモール東連島 - 連島（大江）

神社仏閣
- 廻向院 - 江長
- 徳寿院 - 江長
- 地蔵院 - 茂浦
- 梅雲寺 - 茂浦
- 連島寺 - 大江
- 妙神宮 - 茂浦
- 荒神社 - 大江
- 天津神社 - 江長

その他宗教施設
- 天理教 松島文教会 - 江長

住宅団地
- サニータウン倉敷
- 鶯ヶ丘団地
- 矢柄住宅

## 名所・旧跡
- 薄田泣菫生家 - 大江
- 地蔵院経堂・輪蔵 - 茂浦
- 梅雲寺古墳 - 茂浦

## 交通
鉄道
- 水島臨海鉄道 水島線
  - 浦田駅 - 福田町浦田との境界地に立地

道路
- 岡山県道188号水島港線
- 岡山県道274号福田老松線
- 岡山県道275号藤戸連島線
- 都市計画道路三田五軒屋海岸通線